# Albert Tubilandu Ndimbi
Albert Tubilandu Ndimbi   (Kinshasa, 15 de març de 1948 - Kinshasa, 17 de juny de 2021) fou un futbolista de la República Democràtica del Congo de la dècada de 1970.
Fou internacional amb la selecció de futbol de la República Democràtica del Congo amb la qual participà a la Copa del Món de futbol de 1974.
Pel que fa a clubs, destacà a AS Vita Club.